# Israel en los Juegos Olímpicos de Seúl 1988
Israel estuvo representado en los Juegos Olímpicos de Seúl 1988 por un total de 18 deportistas, 14 hombres y 4 mujeres, que compitieron en 8 deportes.
El portador de la bandera en la ceremonia de apertura fue el tirador Itzhak Yonassi. El equipo olímpico israelí no obtuvo ninguna medalla en estos Juegos.